# Martin Lundström
Martin Lundström (30. května 1918, Norsjö – 30. června 2016, Umeå) byl švédský běžec na lyžích.
Na olympijských hrách ve Svatém Mořici roku 1948 vyhrál závod na 18 kilometrů a na stejných hrách bral i další zlato se švédskou štafetou. Za čtyři roky na hrách v Oslu přidal do své olympijské sbírky štafetový bronz. Zlato ze štafety má i mistrovství světa, ze šampionátu v Lake Placid v roce 1950. Po triumfu ve Svatém Mořici mu švédský tisk přidělil přezdívku Guld-Martin (Zlatý Martin), která mu zůstala již do konce života.
Byl třináctým z patnácti sourozenců.Závodně začal sportovat až ve 20 letech, poté co se zotavil z tuberkulózy. Kromě lyžování se na počátku 40. let věnoval sportovní chůzi a během 50. let orientačnímu běhu. Po konci závodní kariéry si v Umeå založil obchod se sportovním a střeleckým zbožím. V letech 1959–1976 působil také jako předseda hokejového klubu IFK Umeå a byl hybnou silou při slučování IFK a Sandåkerns SK v roce 1971, po němž vznikl nový klub IF Björklöven. V letech 1982–2001 se rovněž pravidelně účastnil lyžařských závodů veteránů, v jejichž světovém poháru získal 33 zlatých medailí (z toho šest ve štafetě). Naposledy se zúčastnil světového poháru veteránu v roce 2008, kdy mu již táhlo na 90.